# 郦斌 (少將)
郦斌（1965年12月—），男，中国共产党黨員。
歷仼江苏省国防动员委员会综合办公室专职副主任、扬州市委常委、扬州军分区司令员、南京警备区司令员、中央军委国防动员部动员征集局局长、中央军委国防动员部民兵预备役局局长、四川省军区副司令员。2024年1月出任湖北省軍區司令員、党委副书记。同年5月被任命为中共湖北省委委员、常委。